# Turkické národy

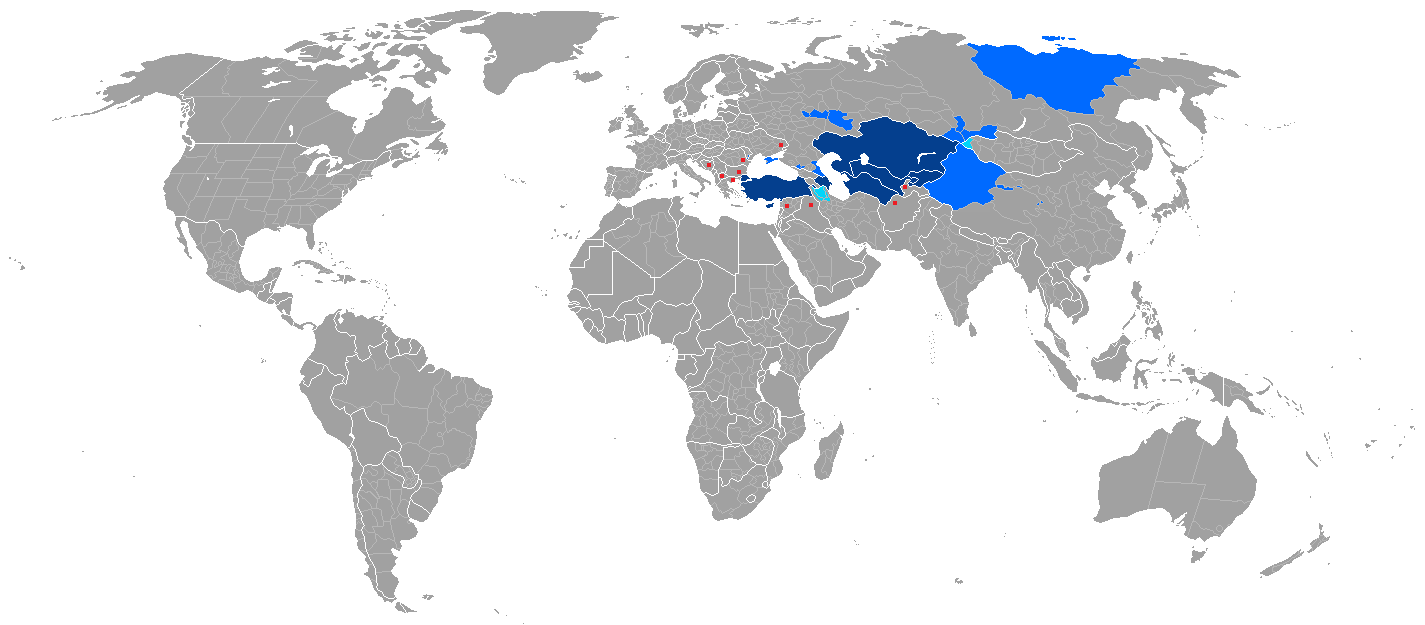
Země a autonomní oblasti, ve kterých je turkický jazyk oficiálním.

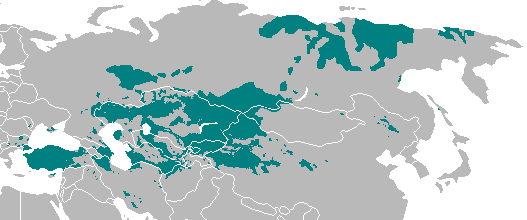
Rozšíření turkických jazyků po Eurasii.

Turkické národy anebo Turkiti (jiné názvy: Turkové — jednotné číslo: Turk, starší: turkotatarské národy, turecké národy, turkské národy, Turkotataři, Turci, Turci a Tataři, zřídka Türkové, türkské národy, turkitské národy, Turkmani, Turkomani) jsou jedna z největších asijských jazykových a etnických skupin, rozšířená od jihovýchodní Evropy až po severovýchodní oblasti Sibiře. V některých kulturních zvláštnostech a historických pozadích se rozlišují v různé míře. Jazykově patří do rodiny altajských jazyků a fyzicky představují většinou smíšené typy europoidních a mongoloidních ras. Termín Turkic představuje širokou etnicko-jazykovou skupinu lidí, včetně stávajících společností, jako jsou Turci, Ázerbájdžánci, Čuvaši, Kazaši, Tataři, Kyrgyzové, Turkmeni, Ujgurové, Uzbeci, Baškirové, Kaškajové, Gagauzové, Sacha/Jakuti, Krymští Karaiti, Krymčáci, Karakalpakové, Karačajové, Nogajové, stejně jako v minulých civilizacích Siungnuové, Hunové, Turkoavaři, Protobulhaři, Gökturci, Kumáni, Kipčakové, Turgeši, Chazaři, Seldžučtí Turci, Osmanští Turci, Mamlúkové, Timúridi.
| Národ                                   | region                                                                                                 | populace            |
| --------------------------------------- | --- | ------------------- |
| Turci - Meschetští Turci - Syrští Turci | Turecko, Kypr, Německo, Francie, Anglie, USA, Bulharsko, Řecko, Gruzie, Sýrie, Irák, Severní Makedonie | 70 milionů          |
| Ázerbájdžánci - Iráčtí Turkmeni         | Ázerbájdžán, Írán, Irák, Turecko, Gruzie                                                               | 21 až 40 milionů    |
| Uzbeci                                  | Uzbekistán, Afghánistán, Pákistán, Tádžikistán, Kazachstán, Kyrgyzstán, Turkmenistán                   | 28,3 milionů        |
| Ujgurové                                | Východní Turkestán (Čína), Kazachstán, Uzbekistán, Kyrgyzstán, Pákistán, Turecko                       | 20 milionů          |
| Kazaši                                  | Kazachstán, Rusko, Pákistán, Východní Turkestán (Čína), Uzbekistán                                     | 16 milionů          |
| Turkmeni                                | Turkmenistán, Irák, Pákistán, Írán, Afghánistán                                                        | 8 milionů           |
| Tataři                                  | Rusko, Uzbekistán, Kazachstán, Turecko, Tádžikistán, Polsko, Litva, Ukrajina, Finsko                   | 10 milionů          |
| Kyrgyzové                               | Kyrgyzstán, Pákistán, Afghánistán, Uzbekistán, Východní Turkestán (Čína), Tádžikistán                  | 4,5 milionů         |
| Baškirové                               | Rusko, Uzbekistán, Kazachstán,                                                                         | 2 miliony           |
| Krymští Tataři                          | Ukrajina (Krym), Rusko, Kazachstán, Uzbekistán, Turecko, Rumunsko                                      | od 0,5 do 2 milionů |
| Kaškajové                               | Írán                                                                                                   | 1,7 milionů         |
| Čuvaši                                  | Rusko                                                                                                  | 1,8 milionů         |
| Karakalpakové                           | Uzbekistán, Kazachstán, Turkmenistán                                                                   | 0,6 milionů         |
| Sacha/Jakuti                            | Rusko                                                                                                  | 0,5 milionů         |
| Kumykové                                | Rusko                                                                                                  | 0,4 milionů         |
| Karačajové a Balkaři                    | Rusko, Turecko                                                                                         | 0,4 milionů         |
| Tuvinci                                 | Rusko, Mongolsko                                                                                       | 0,3 milionů         |
| Gagauzové                               | Moldávie, Ukrajina, Rumunsko                                                                           | 0,2 milionů         |
| Karaimové a Krymčáci                    | Litva, Polsko, Rusko, Turecko                                                                          | 0,2 milionů         |